# Ammannia parkeri
Ammannia parkeri är en fackelblomsväxtart som först beskrevs av Bernard Verdcourt, och fick sitt nu gällande namn av S.A.Graham och Gandhi. Ammannia parkeri ingår i släktet Ammannia och familjen fackelblomsväxter. Utöver nominatformen finns också underarten A. p. longifolia.